# Karsholms slott
Karsholm slott är ett slott i Österslövs socken i Kristianstads kommun.
Karsholm slott är beläget vid Oppmannasjöns västra sida, cirka halvannan mil nordost om Kristianstad. Det nuvarande utseendet fick slottet 1862, när det byggdes om i holländsk nyrenässans.

## Historia
Karsholm låg förr på Husön, längre norrut. Den förste kände ägaren var Joap Nielsen, som köpte det 1336. Senare ägdes det av släkten Krognos och 1515 av riksrådet Predbjörn Podebusk. Det övergick ett århundrade senare till släkten Gyllenstierna och sedan genom arv till släkten Sehested. 1781 köptes Karsholm av landshövding Fredrik Ulrik von Rosen och 1792 av von Rosens svärson greve Erik Ruuth. Han sålde det till sin svärson Karl Klas Piper, som lät gården förfalla och avyttrade delar av egendomens areal. Slottet restaurerades av Rudolf Stiernswärd, sedan han 1854 köpt Karsholm. År 1869 såldes Karsholm till familjen Treschow som fortfarande är ägare. Åren 1925–1941 arrenderades såväl delar av slottet som jordbruket av landshövdingen Johan Nilsson som var en erfaren lantbrukare.
År 1990 avgränsade SCB byggnaderna runt jordbruksfastigheten som en egen småort med småortskod S2957. Den benämndes Karsholm och omfattade 53 invånare på en yta av 18 hektar.